# Drávatamási
Drávatamási är ett samhälle i Somogy i Ungern. Drávatamási ligger i distriktet Barcs och har en area på 8,45 km². År 2019 hade Drávatamási totalt 372 invånare.